# Bethonvilliers
Bethonvilliers je francouzská obec v departementu Territoire de Belfort, v regionu Franche-Comté v severovýchodní Francii.